# Siemowit II

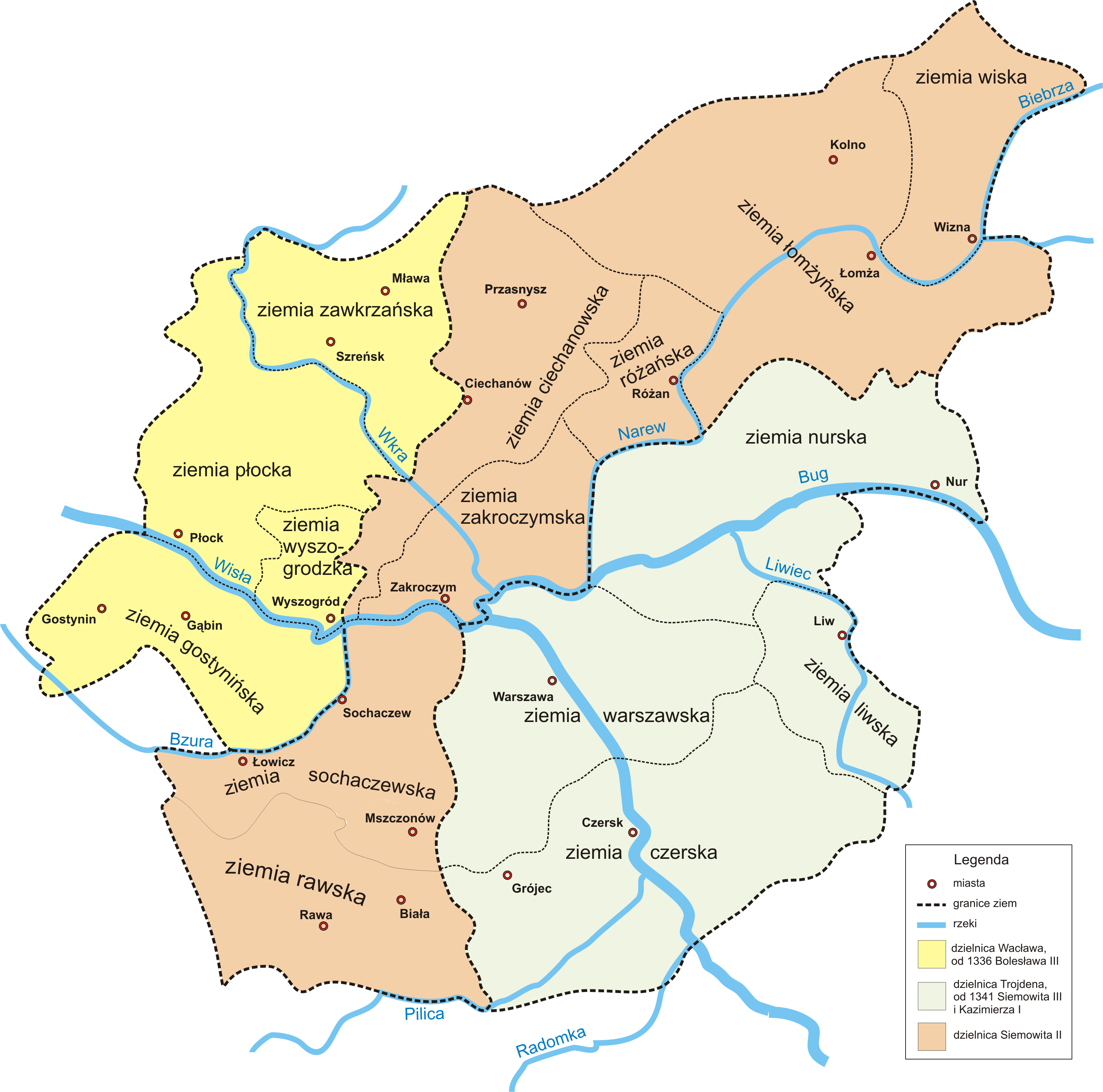
podział Mazowsza (1313–1345) pomiędzy Siemowita II rawskiego, Trojdena I, Wacława płockiego

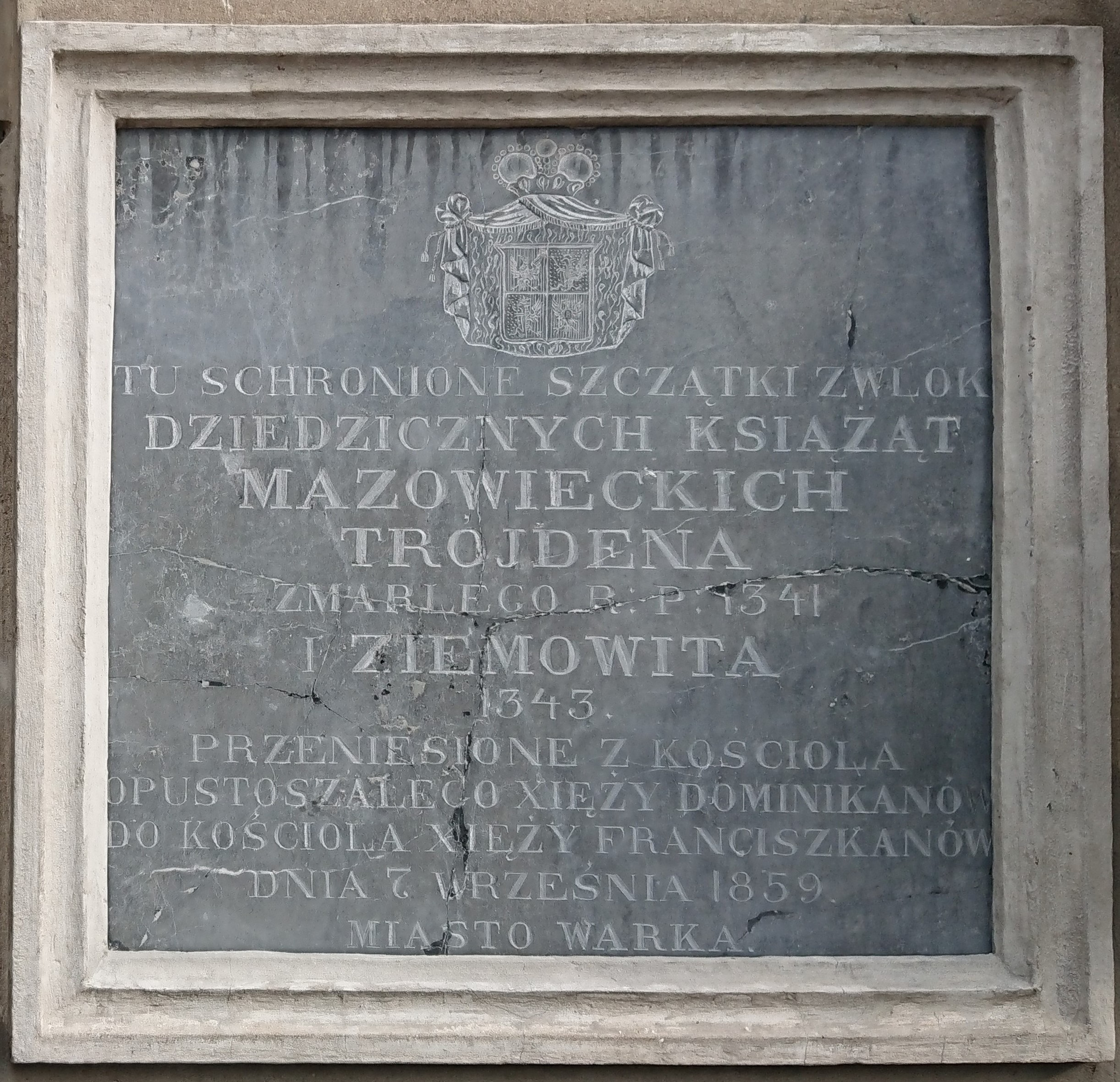
Tablica poświęcona Trojdenowi i Siemowitowi II na murze pofranciszkańskiego kościoła Matki Bożej Szkaplerznej w Warce

Siemowit (Ziemowit) II (ur. 1283, zm. 18 lutego 1345) – książę warszawski i liwski w latach 1310–1313, od 1313 roku w wyniku nowego podziału objął rządy w księstwie rawskim z Sochaczewem, Zakroczymiem, Gostyninem, Ciechanowem i Wizną, w latach 1336–1340 był regentem w Płocku.

## Życiorys

### Początki panowania
Siemowit II był najstarszym synem księcia mazowieckiego Bolesława II i jego pierwszej żony Litwinki – Gaudemundy Zofii, która była córką księcia litewskiego Trojdena. Jeszcze za życia ojca – zapewne w 1310 Siemowit otrzymał własne księstwo z Warszawą i Liwem jako głównymi grodami.
Po 20 kwietnia 1313 (tj. po śmierci Bolesława II) nastąpił nowy podział Mazowsza. Tym razem Siemowit II, jako najstarszy, otrzymał środkową część dziedzictwa ze stolicą w Rawie Mazowieckiej. Młodsi Trojden I i Wacław otrzymali odpowiednio dzielnice ze stolicami w Czersku i Płocku. Podział ten w pełni nie zadowolił nikogo, w związku z czym w 1316 doszło do krótkotrwałej wojny pomiędzy braćmi. Poza wzmianką w Roczniku miechowskim szczegóły tego konfliktu nie są znane.

### Pomiędzy Łokietkiem i Krzyżakami
W polityce zewnętrznej Siemowit II starał się umiejętnie lawirować pomiędzy potężnymi sąsiadami – Polską Władysława Łokietka, zakonem krzyżackim, Litwą i Czechami. Polityka taka wyrażała się m.in. w częstych zmianach sojuszów. 
Początkowo Siemowit, razem z braćmi, oparł się na Władysławie Łokietku, z którym wspólnie w 1323 wprowadzili do Halicza syna Trojdena – Bolesława Jerzego II (bratanka Siemowita II). Kontynuacją tej współpracy było włączenie się dwa lata później książąt mazowieckich do organizowanej przez Łokietka koalicji przeciwko Brandenburgii.
W 1325 roku Siemowit II i Trojden I w liście do papieża określili wschodnią granicę swojego władania jako sięgającą 2 mile od Grodna (Oppidi quod dictur Grodno, ... a terrarum nostrorum ad duas lencas posit). 
W 1325 roku książę płocki Wacław zawarł sojusz z Krzyżakami, w związku z czym Władysław Łokietek uderzył na Księstwo płockie i zdobył Płock. Wojna poza zniszczeniem części Mazowsza nie przyniosła Łokietkowi żadnego realnego sukcesu, ponieważ pozostali książęta mazowieccy poczuli się zagrożeni i 2 stycznia 1326 roku zawarli z Krzyżakami układ w Brodnicy, gdzie wielki mistrz gwarantował niezależność i integralność Mazowsza. Co więcej konflikt stworzył groźbę trwałego związania się książąt mazowieckich z wrogami Łokietka – Krzyżakami i Czechami, tym bardziej, że w 1327 roku Łokietek ponownie uderzył na Księstwo płockie, a Litwini na księstwo Siemowita II.
W 1329 roku książęta mazowieccy niespodziewanie zdecydowali się poprzeć w wojnie Władysława Łokietka i wzięli udział na Kujawach w działaniach zbrojnych przeciwko najazdowi Krzyżackiemu. Rok później Siemowit II zachował jednak neutralność. Krok ten kosztował najmłodszego z braci – Wacława Płockiego konieczność złożenia królowi Czech Janowi Luksemburskiemu hołdu lennego, w związku z czym Siemowit i Trojden w dalszych etapach konfliktu postanowili zachować neutralność.
Polepszenie stosunków z Zakonem krzyżackim zaowocowało w 1333 propozycją oddania przez Wielkiego mistrza krzyżackiego Siemowitowi II zdobytego na Polsce Brześcia Kujawskiego, jednak Siemowit II nie dał się wciągnąć w misterny plan Krzyżaków, mający na celu definitywne skłócenie książąt mazowieckich z Polską.
Z niezbyt przyjemnego położenia pomiędzy dwiema wrogimi potęgami wybawił Siemowita układ kaliski z 8 lipca 1343, w którym zawarto „wieczysty pokój” między Zakonem a Polską. Siemowit II jako potencjalny następca Kazimierza Wielkiego, również ze swojej strony zobowiązał się specjalnym dokumentem zrzec się praw Polski względem Pomorza Gdańskiego i ziemi chełmińskiej.
Najprawdopodobniej nie jest prawdziwa informacja jednego ze źródeł o podróży Siemowita do Ziemi Świętej.

### Śmierć
Siemowit II zmarł w swoim majątku Wiskitki niedaleko Sochaczewa 18 lutego 1345 i został pochowany w (nieistniejącym już dziś) kościele Dominikanów w Warce (niektórzy autorzy podają, iż książę został pochowany w katedrze płockiej, lecz brak na to potwierdzenia w źródłach). Z nieznanych przyczyn nigdy nie ożenił się i nie pozostawił potomstwa. Swoje władztwo w testamencie przekazał do podziału między trzech bratanków: Bolesława III, Siemowita III i Kazimierza I. 
W dniu 7 września 1859 roku szczątki Siemowita II i Trojdena I przeniesiono z wareckiego kościoła dominikanów do kościoła franciszkanów (obecnie kościół Matki Bożej Szkaplerznej w Warce) z inicjatywy Piotra Wysockiego, co miało charakter wielkiej patriotycznej manifestacji.